# Cascade-aansprakelijkheid
De trapsgewijze of cascade-aansprakelijkheid is in België een grondwettelijk verankerd mechanisme om de persvrijheid te beschermen door voor drukpersmisdrijven een keten van elkaar uitsluitende aansprakelijken in te stellen: in beginsel is de schrijver verantwoordelijk, bij gebrek daaraan de uitgever, dan de drukker en ten slotte de verspreider. Deze afwijking van de normale regels voor strafbare deelneming is gericht op het voorkomen van private censuur, omdat de publicatiesector weet dat er geen persoonlijk risico op vervolging is wanneer de vorige schakel in de keten kan worden aangewezen. De cascade-aansprakelijkheid heeft niet alleen betrekking op de strafrechtelijke maar ook op de burgerrechtelijke aansprakelijkheid op grond van de artikelen 1382 en volgende van het Burgerlijk Wetboek.

## Grondwet
Artikel 25, tweede lid van de Grondwet bepaalt: "Wanneer de schrijver bekend is en zijn woonplaats in België heeft, kan de uitgever, de drukker of de verspreider niet (strafrechtelijk of burgerrechtelijk) worden vervolgd".
Volgens de regel van de cascade-aansprakelijkheid kan de drukker niet strafrechtelijk of burgerrechtelijk worden vervolgd, wanneer de schrijver of de uitgever bekend is en zijn woonplaats heeft in België. De verspreider van de publicatie kan niet strafrechtelijk of burgerrechtelijk worden vervolgd, wanneer de schrijver, de uitgever of de drukker bekend is en zijn woonplaats heeft in België. De 'verspreider' kan zijn een boekhandelaar of een persoon die een pamflet uitdeelt of in de brievenbus steekt.
De volgende hypothesen kunnen zich dus voordoen.
De schrijver is bekend en heeft zijn woonplaats in België. De schrijver kan vervolgd worden. De uitgever, de drukker en de verspreider kunnen niet strafrechtelijk vervolgd worden voor de inhoud van de publicatie.
De schrijver is onbekend of heeft zijn woonplaats buiten België maar de uitgever is bekend en heeft zijn woonplaats in België. De uitgever kan vervolgd worden. De drukker en de verspreider kunnen niet strafrechtelijk vervolgd worden voor de inhoud van de publicatie.
De schrijver en de uitgever zijn onbekend of hebben hun woonplaats buiten België. De drukker kan vervolgd worden maar de verspreider blijft vrij van straf.
De schrijver, de uitgever en de drukker zijn onbekend of hebben hun woonplaats buiten België. De verspreider kan strafrechtelijk vervolgd worden voor de inhoud van de publicatie.
De personen die niet strafrechtelijk vervolgd kunnen worden voor de inhoud van de publicatie kunnen voor deze inhoud ook niet burgerrechtelijk aansprakelijk gesteld worden op grond van de artikelen 1382 en volgende van het Burgerlijk Wetboek. Zij kunnen dus niet tot schadevergoeding veroordeeld worden wegens de inhoud van de publicatie.
Die bepalingen betreffende de cascade-aansprakelijkheid verlenen, zoals het Hof van Cassatie heeft vastgesteld, aan de uitgevers, drukkers en verspreiders het voorrecht om zich aan elke, zowel strafrechtelijke als burgerrechtelijke aansprakelijkheid te kunnen onttrekken wanneer de schrijver bekend is en zijn woonplaats in België heeft, en beperkt aldus de mogelijke toepassing van artikel 1382 van het Burgerlijk Wetboek.
De regels van de cascade-aansprakelijkheid wijken dus af van de regels betreffende de strafbaarheid van mededaders en medeplichtigen aan strafrechtelijke misdrijven. De uitgever, de drukker en de verspreider van een lasterlijk pamflet zouden volgens de normale regels van de strafbare deelneming immers kunnen vervolgd worden als mededader of als medeplichtige van de schrijver. De regels betreffende de cascade-aansprakelijkheid maken dat echter onmogelijk wanneer de schrijver bekend is en zijn woonplaats heeft in België.
Met artikel 25, tweede lid van de Grondwet wilde de grondwetgever van 1831 breken met de vroegere regeling waarbij collectieve beroepen werden toegestaan en waarin tegelijkertijd de aansprakelijkheid van de schrijver, de uitgever, de drukker en de verspreider in het geding werd gebracht.

## Strafwetboek
De artikelen 299 en 300 van het Strafwetboek bevatten een toepassing van de cascade-aansprakelijkheid.
Artikel 299, eerste lid Sw. bepaalt: "Hij die wetens meehelpt tot het uitgeven of verspreiden van enigerlei drukwerk, zonder dat daarin de ware naam en woonplaats van de schrijver of van de drukker zijn vermeld, wordt gestraft met gevangenisstraf van acht dagen tot twee maanden en met geldboete van zesentwintig euro tot tweehonderd euro of met een van die straffen alleen".
Maar artikel 300 Sw. voegt eraan toe: "Van de straf, in het vorige artikel bepaald, blijven vrij:
Zij die de drukker doen kennen;
De omroepers, aanplakkers, verkopers of verspreiders, die de persoon doen kennen, van wie zij het gedrukte stuk gekregen hebben". Dit voert dus eveneens een cascade-aansprakelijkheid in.

## Bijzondere strafwet: autoreclame
In artikel 4 van de Wet van 23 januari 2002 betreffende de reclame voor motorvoertuigen treft men eveneens een cascade-aansprakelijkheid aan: "Met gevangenisstraf van een maand tot een jaar en met geldboete van honderd euro tot vijftienduizend euro of met een van die straffen alleen wordt gestraft hij die deze wet en haar uitvoeringsbesluiten niet naleeft. Deze bepaling is niet van toepassing op de uitgevers, drukkers en in het algemeen op alle personen die bij de verspreiding van de reclame betrokken zijn, indien zij de naam vermelden van de in België gevestigde persoon die er de auteur van is of die het initiatief tot het verspreiden ervan genomen heeft".